# Гаджи-Сели, Сен-Жозеф
Сен-Жозеф Гаджи-Сели (фр. Saint-Joseph Gadji Celi; 1 мая 1961, Абиджан) — ивуарийский музыкант, в прошлом футбольный полузащитник, капитан сборной Кот-д’Ивуара.

## Футбольная карьера

### В клубах
Начинал выступления в ивуарийском клубе «Стелла д’Аджаме», затем играл во Франции, в частности, за «Сет» из Лиги 2. В начале 1990-х защищал цвета «АСЕК Мимозас».

### В сборной
В ранге капитана привёл «слонов» к победе на Кубке африканских наций 1992 года в Сенегале, провёл два матча на Кубке Короля Фахда 1992 года, где команда финишировала последней из четырёх после разгромов от Аргентины (4:0) и США (5:2).

## Музыкальная карьера
Первой песней Гаджи-Сели стала Et Dieu créa l’ASEC (рус. И Бог создал ASEC), посвящённая «Мимозас». Сейчас он возглавляет l’UNARTCI (Национальный Союз артистов Кот-д’Ивуара).

## Дискография
- 1986 — Allez les éléphants
- 1988 — Allez les éléphants 2
- 1990 — La paix
- 1993 — Eléphants story
- 1994 — Espoir
- 1996 — Affaires de femmes
- 2000 — Femme de feu
- 2003 — C’est ce qui est ça
- 2008 — Accra 2008